# Людвиг (ландграф Гессен-Филипсталя)
Людвиг Гессен-Филипстальский (нем. Ludwig von Hessen-Philippsthal; 8 октября 1766, Филипсталь — 16 февраля 1816, Неаполь) — ландграф Гессен-Филипсталя, представитель Гессенского дома.

## Биография
Людвиг — сын ландграфа Вильгельма Гессен-Филипстальского и его супруги Ульрики Элеоноры (1732—1795), дочери ландграфа Вильгельма Гессен-Филипсталь-Бархфельдского. Людвиг поступил на военную службу в голландскую армию, с 1791 года состоял на службе в Королевстве Обеих Сицилий, где дослужился до звания генерал-лейтенанта, обер-гофмаршала, губернатора Казерты и инспектора пограничных укреплений.
В 1806 году королева Мария Каролина Австрийская поручила ландграфу Людвигу оборону Гаэты. Во время французской осады Гаэты войсками Андре Массена Людвиг Гессен-Филипстальский оказал отчаянное сопротивление и отказался сдать крепость со словами: «Гаэта — не Ульм, а Филипстальский — не Мак». Тяжелораненого Людвига эвакуировали из Гаэты на английском фрегате на Сицилию, а его преемник в крепости Гаэты в конечном счёте капитулировал перед французами.
По выздоровлении ландграф Людвиг получил звание генерал-капитана. В 1810 году наследовал отцу в Гессен-Филипстале. В 1814 году сопровождал королеву Марию Каролину в пути на Венский конгресс. В Филипстале Людвиг примирился с братом и наследником Эрнстом Константином. Людвиг умер в Неаполе и был похоронен в крепости Гаэты.

## Брак и потомки
21 января 1791 года в Сустерене Людвиг Гессен-Филипстальский женился на графине Марии Франциске Берге фон Трипс (1771—1805), дочери обер-егермейстера графа Франца Альфонса Берге фон Трипса. Людвиг не уведомил родителей о свадьбе, и они не признали брак сына. К тому же ландграф Людвиг был вынужден уйти в отставку со службы в голландской армии, поскольку офицерам не разрешалось вступать в брак с католичками. Благодаря своим родственным связям Мария Франциска устроила мужа на службу в Неаполь. Позднее супруга ландграфа Людвига служила обер-гофмейстершей при королеве Марии Каролине.
У ландграфа Людвига и Марии Франциски родились:
- Каролина (1793—1872), замужем за графом Фердинандом де ла Виль сюр Ийон (1777—1865)
- Вильгельм (1798—1799)